# Honda RA302
Chronologie des modèles (1968)
Honda RA301 Honda RA106
La Honda RA302 est une monoplace de Formule 1 engagée par l'écurie Honda France lors du Grand Prix de France 1968, sixième manche du championnat du monde de Formule 1 1968. Elle est pilotée par le Français Jo Schlesser.

## Historique
Depuis 1967, Honda bénéficie d'un partenariat technique avec le constructeur britannique Lola Cars dans l'élaboration de ses monoplaces mais les performances en demi-teinte de l'écurie poussent le constructeur nippon à fabriquer elle-même la Honda RA302 qui se distingue notamment par une coque en magnésium ; la RA302 pèse ainsi 80 kilogrammes de moins que la Honda RA301.
John Surtees effectue un premier test à Silverstone mais s'arrête au bout de deux tours à cause d'une fuite d'essence. Le pilote britannique déplore une voiture instable et difficile à conduire. De plus, le moteur V8 ouvert à 120° surchauffe très rapidement. Surtees refuse de piloter la RA302 en course tant que de nouveaux essais n'auront pas été menés et propose de la reconstruire en aluminium au lieu du magnésium, inflammable.
La Honda RA302 est engagée une seule fois en course, lors du Grand Prix de France sur le Circuit de Rouen-les-Essarts, sur demande du département français de Honda. Le Français Jo Schlesser est sollicité pour piloter la monoplace : à quarante ans, il va disputer son premier Grand Prix de Formule 1. En qualifications, Schlesser réalise le dix-septième et avant-dernier temps, à 8,4 secondes de la pole position du pilote Brabham Jochen Rindt, à 6,3 secondes de son coéquipier John Surtees, sur la Honda RA301 et à 3,3 secondes du pilote Cooper Johnny Servoz-Gavin, seizième qualifié. 
En course, Schlesser gagne une place dès le premier tour après la rétrogradation de Joseph Siffert en dernière position. Au troisième tour, le Français perd le contrôle de sa monoplace dans le virage des Six-Frères et heurte le talus. La RA302, en magnésium inflammable et contenant près de 200 litres de carburant, s'embrase immédiatement, ne laissant alors aucune chance à son pilote,,.
Un second châssis RA302 est construit par Honda, sa principale évolution étant la disposition de deux tubulures d'échappements, au lieu d'une seule, de chaque côté de l'arrière de la monoplace. L'écurie souhaite confier la nouvelle voiture à John Surtees pour la neuvième manche de la saison, disputée en Italie, mais ce dernier refuse et conserve sa RA301. Honda se retire de la Formule 1 à la fin de la saison et la RA302 est exposée au Honda Collection Hall, au Japon.

## Résultats en championnat du monde de Formule 1
| Saison | Écurie       | Moteur          | Pneus     | Pilotes      | Courses | Courses | Courses | Courses | Courses | Courses | Courses | Courses | Courses | Courses | Courses | Courses | Points inscrits | Classement |
| Saison | Écurie       | Moteur          | Pneus     | Pilotes      | 1       | 2       | 3       | 4       | 5       | 6       | 7       | 8       | 9       | 10      | 11      | 12      | Points inscrits | Classement |
| ------ | ------------ | --------------- | --------- | ------------ | ------- | ------- | ------- | ------- | ------- | ------- | ------- | ------- | ------- | ------- | ------- | ------- | --------------- | ---------- |
| 1968   | Honda France | Honda RA302E V8 | Firestone |              | AFS     | ESP     | MON     | BEL     | P-B     | FRA     | GBR     | ALL     | ITA     | CAN     | USA     | MEX     | 14*             | 6e         |
| 1968   | Honda France | Honda RA302E V8 | Firestone | Jo Schlesser |         |         |         |         |         | Abd     |         |         |         |         |         |         | 14*             | 6e         |

Légende : ici

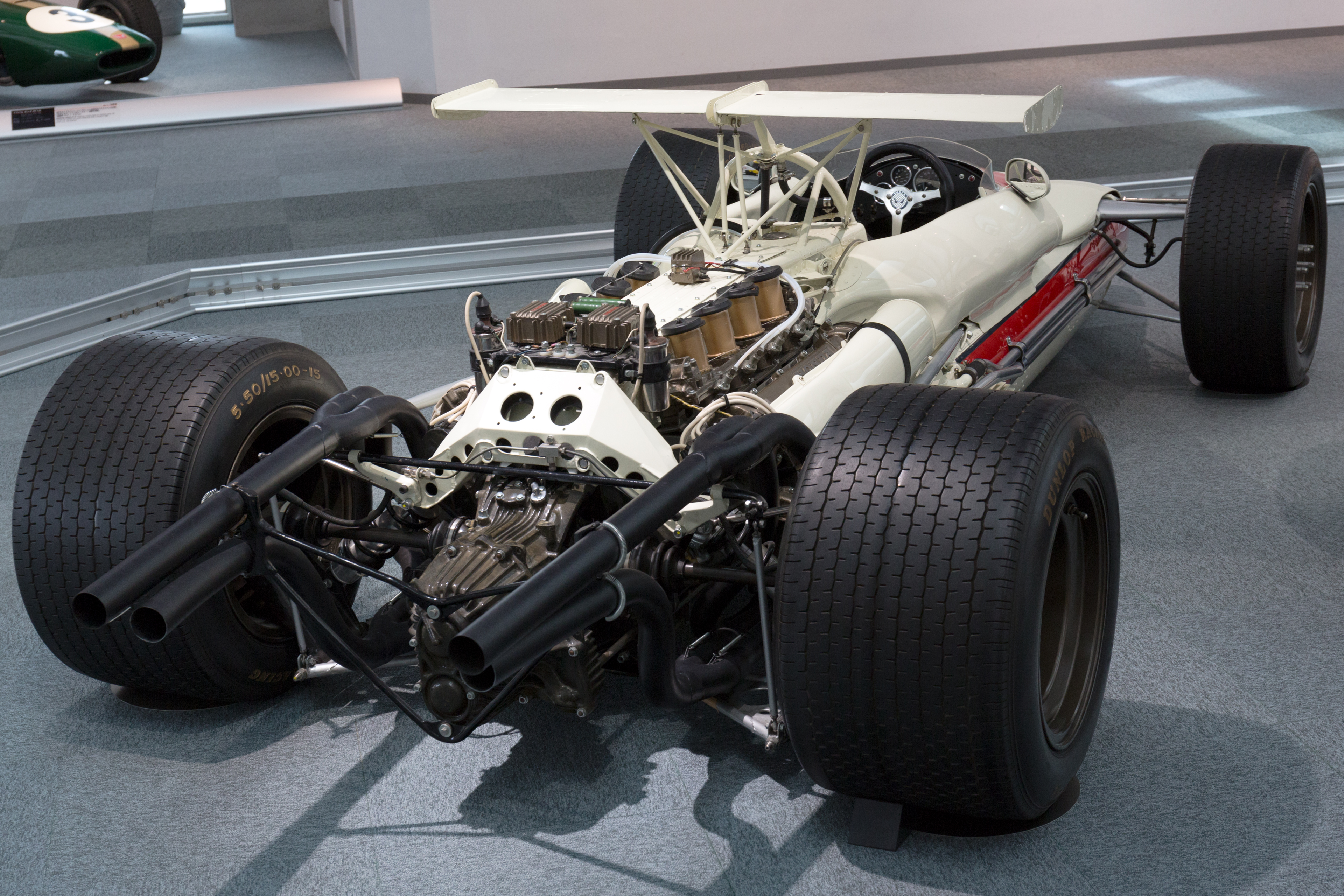
Vue arrière de la Honda RA302.

- * 14 points marqués avec la Honda RA301.